# Livinallongo del Col di Lana
Livinallongo del Col di Lana (in ladino Fodóm, in tedesco Buchenstein) è un comune italiano di 1 234 abitanti situato nella parte settentrionale della provincia di Belluno in Veneto. Si tratta di un comune sparso in quanto sede comunale è la frazione Pieve di Livinallongo. Fa parte della regione storica della Ladinia.
Vi si sono svolti alcuni degli episodi più cruenti della prima guerra mondiale, tra cui i combattimenti per il possesso della cima del Col di Lana, infatti tra Arabba e Livinallongo, sono situati due forti: il Forte Ruaz e il Forte Corte. Fu parte della contea principesca del Tirolo (Impero d'Austria) fino alla fine della prima guerra mondiale. Nel 1923, con l'istituzione della provincia di Trento comprendente i territori dell'ex Tirolo, fu annesso alla provincia di Belluno assieme alle limitrofe Cortina d'Ampezzo e Colle Santa Lucia. La frazione Arabba è un noto centro turistico invernale facente parte del comprensorio Dolomiti Superski.

## Geografia fisica

### Territorio
Nel suo territorio è presente la località geologica tipo della formazione di Livinallongo.

## Origini del nome
Attestato dal 1265 come Livinal e dal 1275 come Livinallongo, il toponimo è composto dall'aggettivo lungo e dal termine ladino livinàl "gola", "vallone franoso". Si tratta quindi di un chiaro riferimento alla morfologia del territorio, esteso sulla stretta e profonda valle del Cordevole.
Il corrispettivo ladino Fodóm viene invece ricollegato al latino fagus "faggio". Ne sarebbe una traduzione il tedesco Buchenstein, composto da Buchen "faggio" e Stein "rocca, castello" (richiamo al castello di Andraz).

## Storia

### L'epoca romana
I Romani raggiunsero le Alpi già nel III secolo a.C., tuttavia le iscrizioni venetiche ritrovate ai piedi del monte Civetta fanno pensare che l'alto bacino del Cordevole, compreso l'attuale territorio di Livinallongo, si trattasse di una zona di confine in cui la presenza umana fosse solo saltuaria o completamente assente. Non è nemmeno certo se l'attuale comune fosse ricompreso nel territorio di Julium Carnicum, e quindi alla Regio X, o appartenesse alla Rezia.

### L'alto medioevo
Neppure durante l'alto medioevo la civiltà ha lasciato segni rilevanti. Dopo le invasioni barbariche, il territorio fu soggetto ai Longobardi e quindi ai Franchi, fondatori del Sacro Romano Impero. Con Ottone I la zona dolomitica fu ricompresa nella marca di Verona, a sua volta dipendente dal ducato di Baviera.
Qualcuno sostiene che a questo periodo risalga il Castello di Andraz.

### Il basso medioevo
Del 1005 è un documento che definisce i confini della contea della Val Pusteria; forse, per la prima volta, vi sono citate alcune località livinellesi.
Con Corrado il Salico la valle di Livinallongo, probabilmente già compresa nella contea della Valle Norica, venne assegnata al nuovo principato vescovile di Bressanone (istituito il 7 giugno 1027). In questo modo, al clero locale spettava anche il potere temporale, ma per amministrare il territorio ci si appoggiava a famiglie feudatarie (i ministeriali). Nella zona ebbero giurisdizione varie casate, perlopiù di origine tedesca: i Rodank, gli Schöneck, gli Avoscani, gli Stecconi.
È comunque da questo periodo che viene favorito il popolamento del territorio che avveniva solo dietro il consenso dei vescovi. I coloni provenivano soprattutto dalla valle Isarco e dalla val Pusteria.
Attorno al 1141 fu fondata l'abbazia di Novacella con possedimenti anche su Livinallongo: uno scritto del 1142 documenta la donazione al convento del mansus Puchberc qui dicitur Wersil un maso identificabile con Fursil, nella zona di Colle Santa Lucia. È il primo documento che cita con sicurezza la zona. Interessante notare che per prima viene citata l'area di Colle Santa Lucia, in posizione più marginale rispetto a Livinallongo: è probabile che i vescovi si fossero preoccupati di colonizzare per primi i territori di confine.
La peste nera del XIV secolo colpì gravemente la popolazione locale. La decimazione dei servi della gleba provocò l'affrancamento di molti contadini, ma anche l'abbandono di molti terreni da parte dei signori locali. I fondi furono acquistati da Corrado Stuck che tentò di ristabilire la servitù della gleba ma, già nel 1352, Ludovico di Brandeburgo, in accordo con il vescovo Matthäus Andergassen, la aboliva definitivamente.

### Prima guerra mondiale
Durante la prima guerra mondiale, il territorio comunale fu interessato da aspri combattimenti tra l'esercito italiano e quello austroungarico, fino all'esplosione di una camera minata (la cosiddetta mina Caetani) sul Col di Lana per opera del regio esercito il 17 aprile 1916. La deflagrazione con conseguente frana causò la morte di circa 150 soldati austroungarici.

## Monumenti e luoghi d'interesse
- Pieve di San Giacomo Maggiore
- Castello di Andraz

## Società

### Evoluzione demografica
Abitanti censiti

## Geografia antropica

### Frazioni

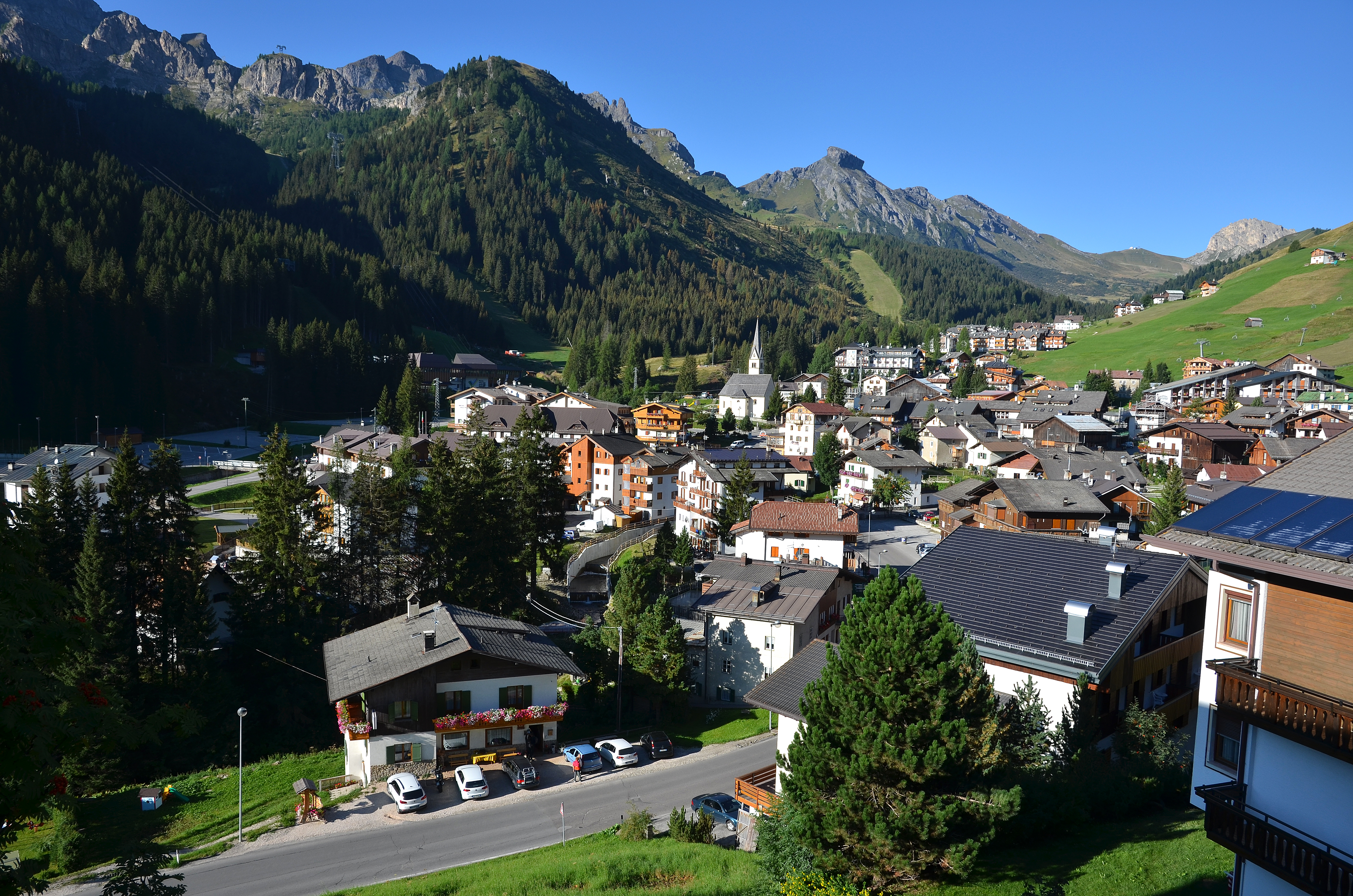
Arabba

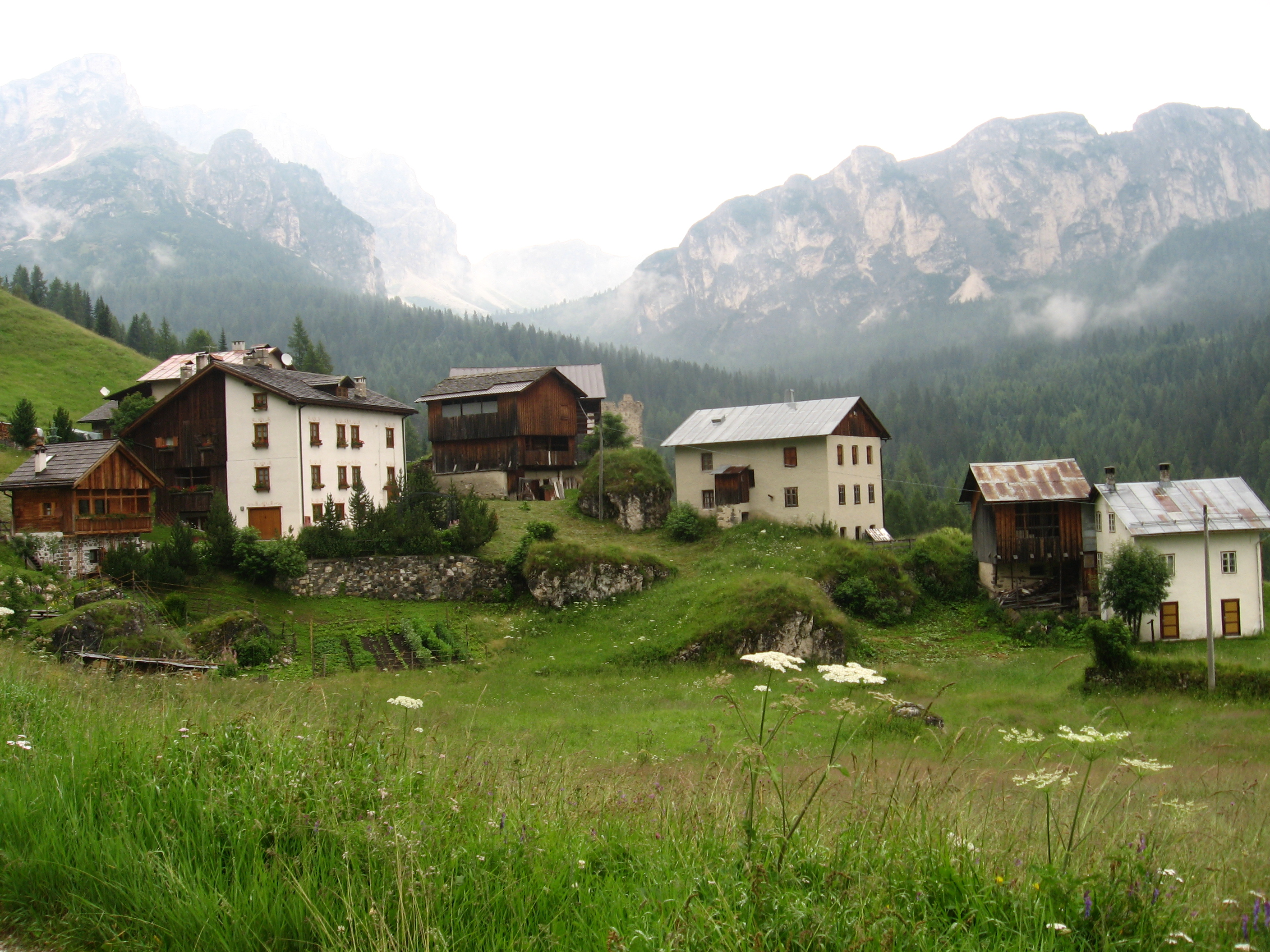
Castello

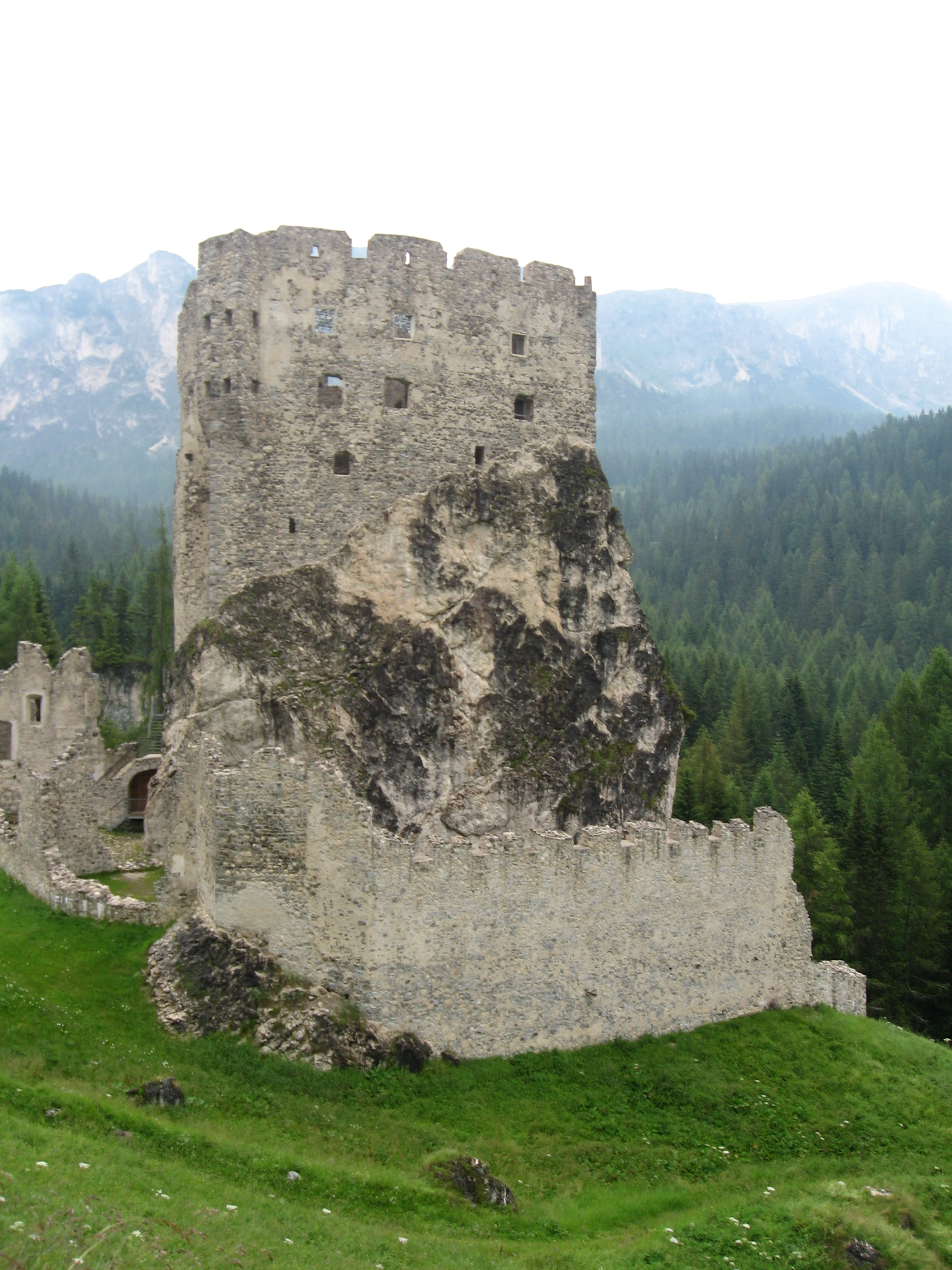
Castello di Andraz

Il comune è suddiviso in 17 vicinie (tra parentesi il toponimo in ladino):
- Andraz (Andrać) - 84 ab., 1.414 m s.l.m.
- Arabba (Rèba) - 275 ab. 1.601 m; nota località sciistica e sede di un centro meteorologico dell'Arpav
- Castello (Ciastèl) - 9 ab., 1.747 m; vi si trova il Castello di Andraz
- Cherz (Chierz) - 51 ab., 1.651 m
- Contrin (Contrin) - 18 ab., 1.697 m
- Corte (La Court) - 33 ab., 1.601 m
- Davedino (Davedin) - 7 ab., 1.550 m
- Larzonei (Larcionèi) - 20 ab., 1.577 m
- Ornella (Ornela) - 67 ab., 1.485 m
- Palla-Agai (Pala-Daghè) - 17 ab., 1.676 e 1.723 m
- Pieve di Livinallongo (La Plié da Fodóm) - 245 ab., 1.475 m; Centro principale del comune e sede comunale
- Salesei (Salejei) - 133 ab., 1.400 m
- Soraruaz (Souraruać)
- Vallazza (Valacia)
- Varda (Vèrda) - 38 ab., 1.689 m
- Visinè di Là (Visiné de Là)
- Visinè di Qua (Visiné de Qua)

#### Altre località del territorio
Oltre a questi insediamenti, esistono molte altre località abitate; le principali sono:

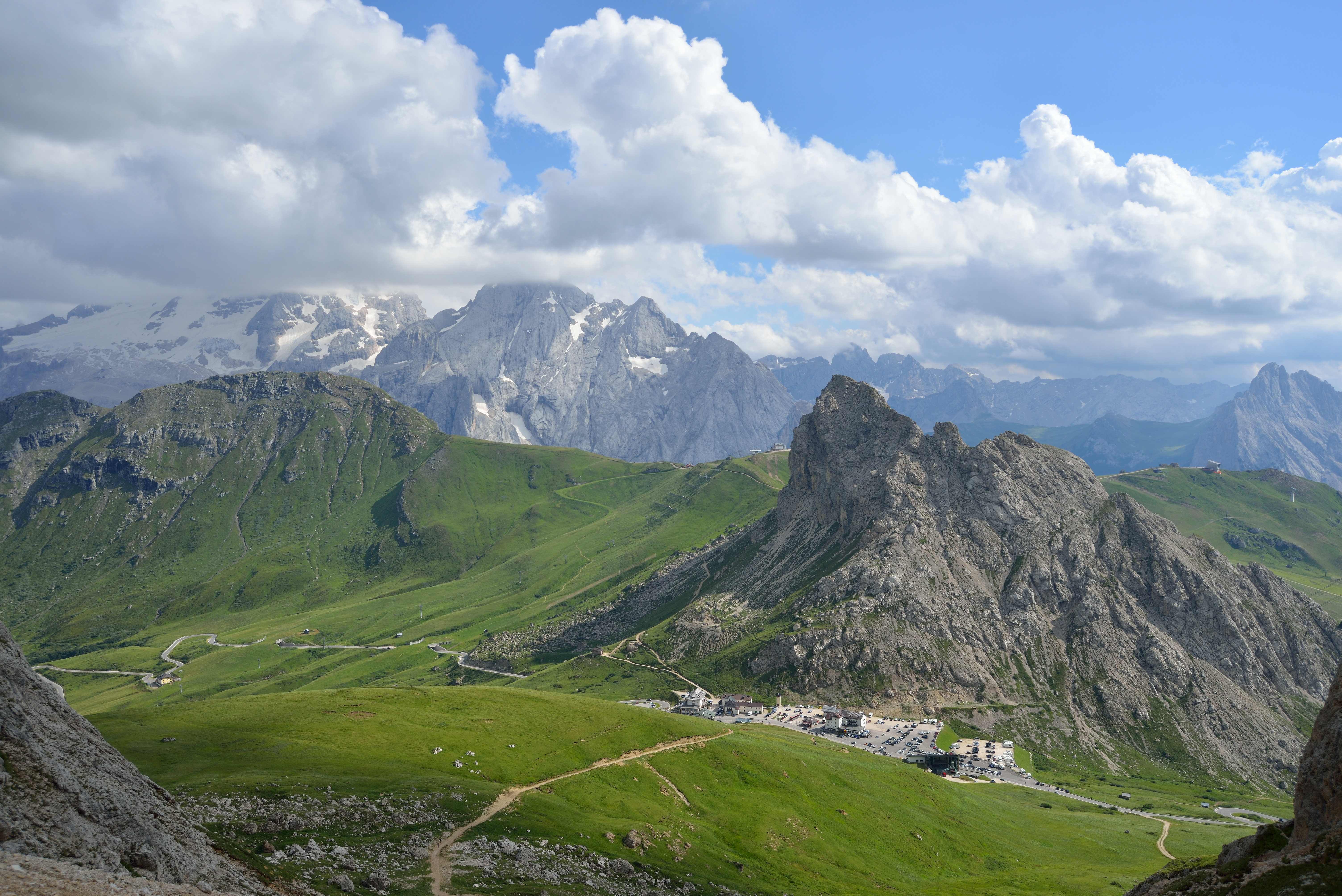
Passo Pordoi

- Alfauro (Fèver) - 47 ab., 1.488 m s.l.m.
- Brenta (Brenta) - 32 ab., 1.468 m
- Cernadoi (Cernadou) - 17 ab., 1.512 m
- Col di Ornella (Cól de Ornela) - 13 ab., 1.500 m
- Collaz (Colàć)
- Livinè (Liviné) - 43 ab., 1.485 m
- Pallua (Palua)
- Passo Pordoi (Jouf de Pordou) - 5 ab., 2.239 m
- Pezzei (Pecei) - 17 ab., 1.403 m
- Pian di Salesei (Plan de Salejei) - 13 ab., 1.193 m
- Pian Falzarego (Plan de Fauzare) - 1 ab., 1.935 m
- Renaz (Renać) - 55 ab., 1.450 m
- Ruaz (Ruać) - 12 ab., 1.342 m
- Roncat (Roncat) - 3 ab., 1.425 m
- Sief (Sief) - 9 ab., 1.725 m
- Sottinghiazza (Sotinglacia) - 4 ab., 1.446 m
- Sottil (Sotil)

## Amministrazione
| Periodo        | Periodo        | Primo cittadino | Partito                        | Carica  | Note   |
| -------------- | -------------- | --------------- | ------------------------------ | ------- | ------ |
| 9 luglio 1985  | 5 giugno 1990  | Gianni Pezzei   | DC                             | Sindaco | [ 11 ] |
| 2 luglio 1990  | 24 aprile 1995 | Giacomo Crepaz  | indipendente                   | Sindaco | [ 12 ] |
| 24 aprile 1995 | 14 giugno 1999 | Giacomo Crepaz  | indipendente                   | Sindaco | [ 13 ] |
| 14 giugno 1999 | 14 giugno 2004 | Ugo Ruaz        | lista civica                   | Sindaco | [ 14 ] |
| 14 giugno 2004 | 8 giugno 2009  | Gianni Pezzei   | lista civica                   | Sindaco | [ 14 ] |
| 8 giugno 2009  | 26 maggio 2014 | Ugo Ruaz        | lista civica                   | Sindaco | [ 15 ] |
| 26 maggio 2014 | 27 maggio 2019 | Leandro Grones  | lista civica Auna per Fodom    | Sindaco | [ 16 ] |
| 27 maggio 2019 | 10 giugno 2024 | Leandro Grones  | lista civica Auna per Fodom    | Sindaco | [ 17 ] |
| 10 giugno 2024 | in carica      | Oscar Nagler    | lista civica Fodom del davegnì | Sindaco | [ 18 ] |

### Gemellaggi
- Gubbio, dal 2014[senza fonte]

### Altre informazioni amministrative
Livinallongo è entrato a far parte del Regno d'Italia solo dopo la prima guerra mondiale e successivamente è stato inquadrato nella provincia di Trento. È compreso nella provincia di Belluno dal 1923.
Nel 1933 il comune ha cambiato denominazione aggiungendo la specifica "del Col di Lana" in ricordo degli eventi della grande guerra.
Il 28-29 ottobre 2007 si è tenuto un referendum consultivo per chiedere che il comune (assieme a quelli di Cortina d'Ampezzo e Colle Santa Lucia) fosse distaccato dal Veneto ed aggregato alla provincia autonoma di Bolzano. Il referendum si è contraddistinto per la netta vittoria dei "sì" e per il superamento dei due quorum qualificati. Ora il comune sta seguendo la procedura prevista dalla Costituzione e dalla legge sui referendum.

## Galleria d'immagini

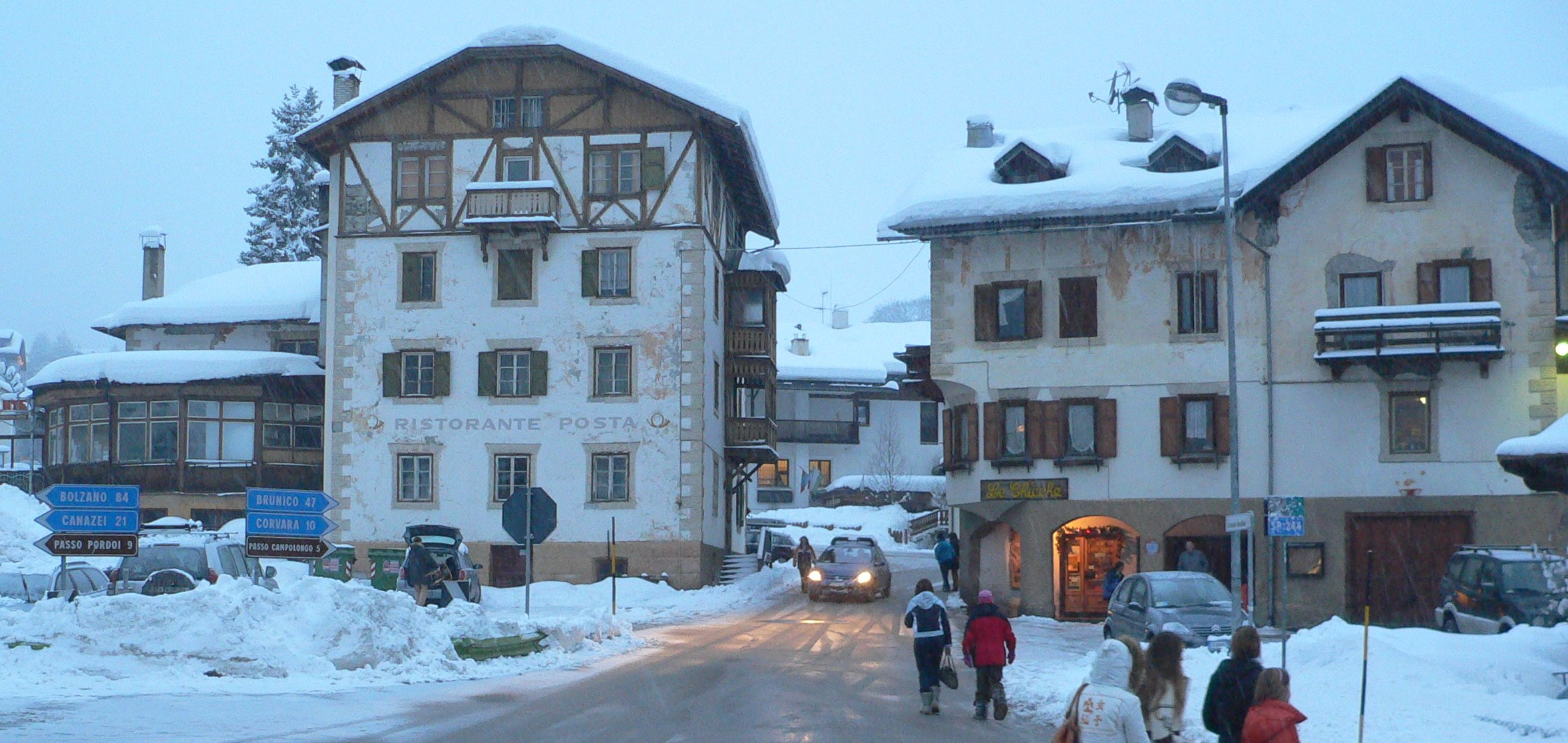
La frazione di Arabba
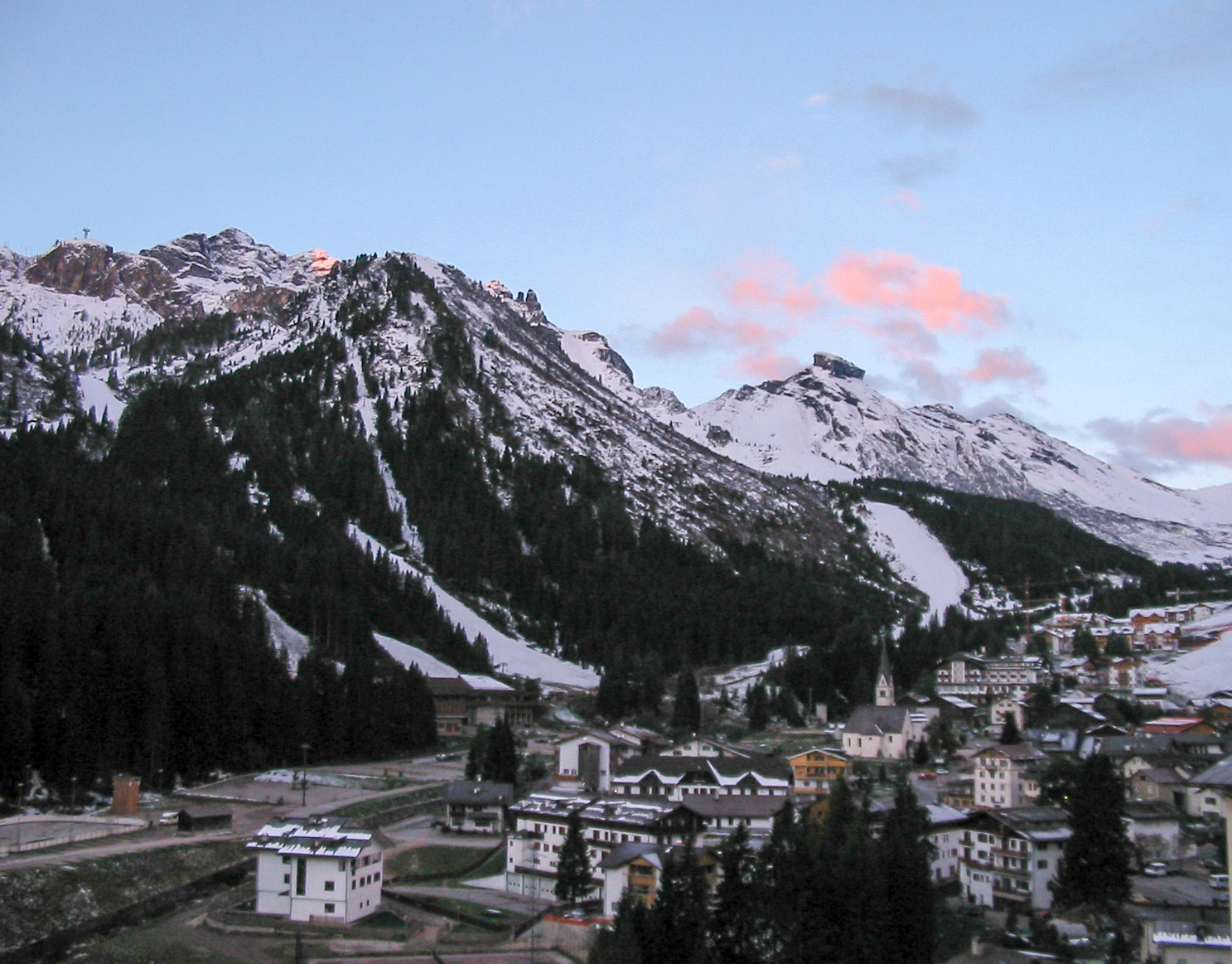
Arabba
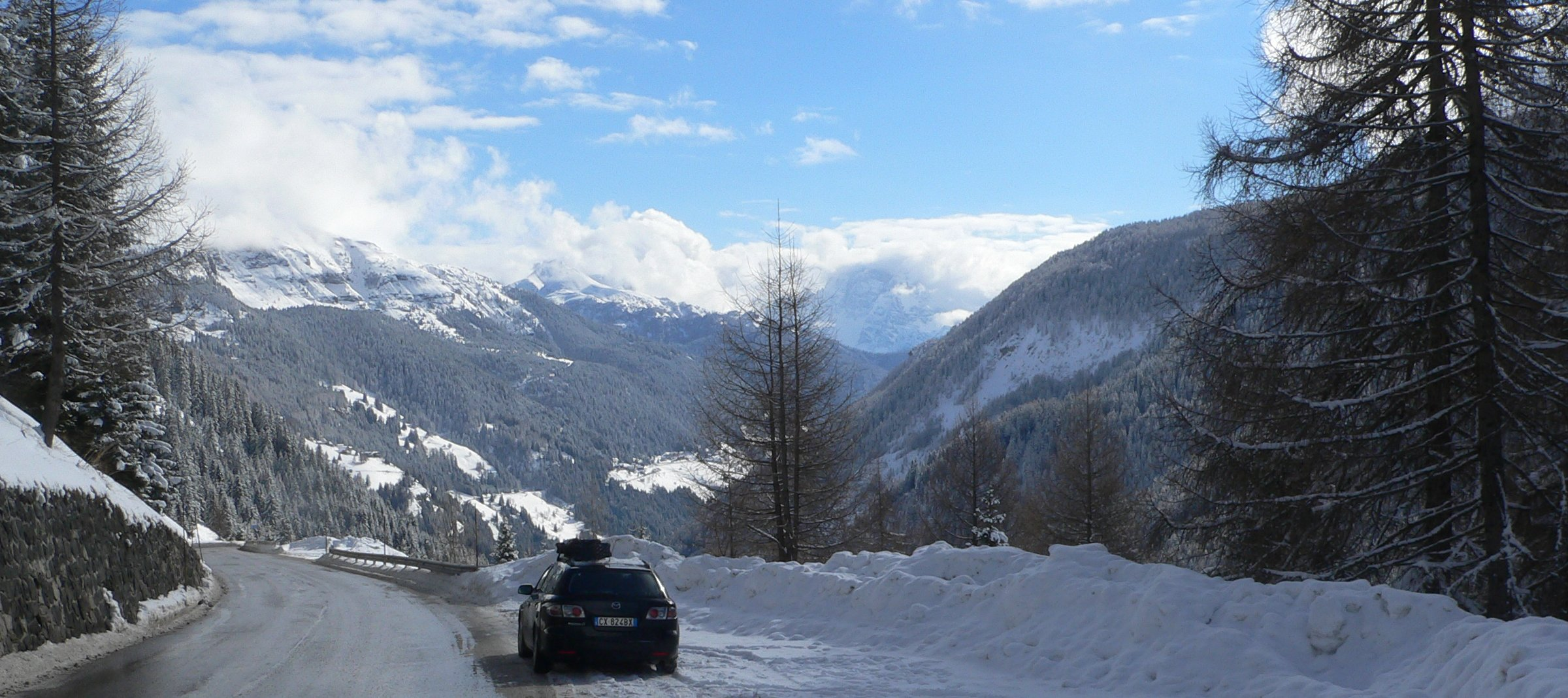
Livinallongo
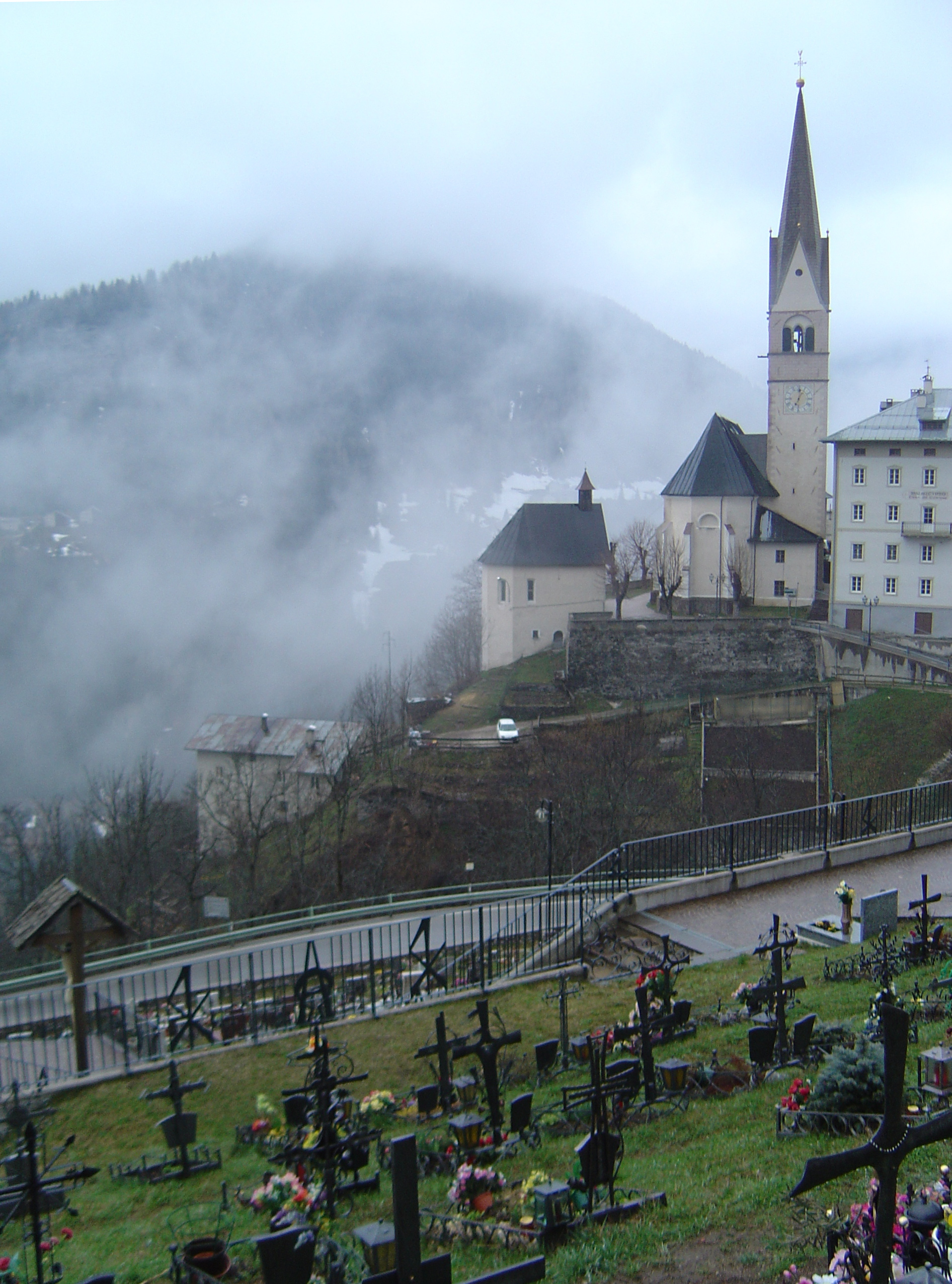
Pieve di Livinallongo